# Nick Drake
Nick Drake (n. 19 iunie 1948, Yangon, Birmania, d. 25 noiembrie 1974, Tantworth-in-Arden, Anglia) a fost un muzician englez, cunoscut în primul rând datorită melodiilor sale acustice, meditative.
N-a reușit să aibă succes comercial în timpul vieții, însă, în timp, muzica lui a cunoscut o recunoaștere valorică și audiență din ce în ce mai mare.
La vârsta de 20 de ani a semnat un contract cu casa de discuri Island Records, unde a scos primul disc, "Five Leaves Left", în 1969. Până la încetarea activității artistice, în 1972, a mai scos 2 albume, "Bryter Layter" și "Pink Moon". Nici unul din aceste 3 albume nu a vândut mai mult de 5.000 de exemplare la lansare. Faptul că nu îi plăcea să dea concerte sau interviuri a contribuit la lipsa sa de succes comercial.
Nick Drake a suferit toată viața de deprimare și insomnie, aceste aspecte ale vieții sale reflectându-se și în versurile cântecelor. După terminarea înregistrărilor celui de al treilea disc, "Pink Moon", Drake a încetat practic să mai concerteze sau să înregistreze, retrăgându-se la casa părinților din comitatul Warwickshire. Pe data de 25 noiembrie 1974 a murit de o supradoză de amitriptilină, un medicament antidepresiv care îi fusese prescris de medic.
Interesul pentru muzica lui Nick Drake a cunoscut un real avânt când a fost lansat discul retrospectiv "Fruit Tree" în 1979.

## Primii ani
Nick Drake s-a născut la Yangon, Birmania, unde tatăl său se mutase la începutul anilor 1930 ca să lucreze ca inginer la o firmă de exploatare a cherestelei.. Când Nick avea 2 ani, familia (tatăl, Rodney, mama, Molly, și sora, Gabrielle) sau întors în Anglia. În 1957, Drake a fost trimis la "Eagle House", o școală cu internat din Surrey, iar cinci ani mai târziu s-a înscris la Marlborough College (comitatul Wiltshire), liceul pe care atât tatăl, bunicul și străbunicul său îl absolviseră. La acest liceu, în 1964 sau 1965, a cântat la pian (și uneori la saxofon alto) într-o formație cu alți 4 colegi. Repertoriul formației consta din piese standard de jazz sau piese ale unor formații populare din acea perioadă, precum The Yardbirds sau Manfred Mann. Prima chitară și-a cumpărat-o în 1965 cu 13 lire sterline, începând relativ repede să experimenteze cu acorduri deschise și să ciupească corzile.
În 1966, a primit o bursă la Facultatea de literatură engleză la Fitzwilliam College, Universitatea Cambridge, dar înainte de a-și începe studiile, a stat timp de 6 luni în Franța, la Aix-Marseille, unde deseori cânta pe stradă cu prieteni ca să câștige bani. Cam în această perioadă a început să fumeze hașiș, în vara anului 1967 călătorind în Maroc "deoarece acolo era hașișul cel mai bun".
După ce s-a întors în Anglia, și înainte de a-și începe studiile la Cambridge în octombrie 1967, Drake a locuit la Londra în apartamentul surorii sale. Tot în 1967 îl întâlnește pe Robert Kirby, cel care îi va orchestra o mare parte a secțiunilor pentru instrumentele de coarde și suflat de pe primele două albume.
Când basistul formației Fairport Convention, Ashley Hutchings, l-a auzit odată pe Drake cântând într-un concert, a fost impresionat și l-a introdus producătorului american Joe Boyd, proprietarul companiei de management "Witchseason Productions". Joe Boyd, care descoperise formația Fairport Convention, și care îi introdusese pe John Martyn și duoul The Incredible String Band publicului larg, era o autoritate în promovarea muzicii folk în Marea Britanie. Când Boyd a auzit o bandă cu niște înregistrări făcute de Drake acasă, i-a propus imediat să facă un disc, lucru acceptat pe loc de Drake, care totodată s-a hotărât să nu își mai termine anul trei de facultate.

## "Five Leaves Left"

Coperta albumului "Five Leaves Left"

Înregistrările au avut loc în studioul Sound Techniques din Londra, cu Boyd ca producător. Boyd a încercat să imite stilul vocal al lui Leonard Cohen, captat atât de reușit de către producătorul John Simon, adică cât mai natural, intim, "fără efecte de reverberație dulcege, mult folosite în muzica pop". Ca muzicieni acompaniatori, Boyd i-a inclus pe chitaristul formației Fairport Convention, Richard Thompson, și pe basistul formației Pentangle, Danny Thompson. Ca inginer de sunet a fost angajat John Wood, iar pentru orchestrația instrumentelor cu coarde a fost angajat Richard Hewson. Drake a fost nemulțumit de orchestrațiile acestuia din urmă, și a cerut să fie înlocuit cu prietenul său Robert Kirby, cu toate că acesta nu avea niciun fel de experiență cu înregistrări în studio. În pofida scepticismului inițial, Boyd a acceptat în cele din urmă, dar pentru piesa centrală a albumului, "River Man", a angajat ca orchestrator un compozitor cu experiență, anume pe Harry Robinson, căruia i-a cerut să dea înregistrării un sunet à la Delius și Ravel.
Când înregistrările albumului s-au fost terminat, au apărut unele dificultăți în post-producție, fapt care a întârziat lansarea albumului cu câteva luni. Recenziile din revistele de specialitate au descris albumul ca fiind "poetic" și "interesant" (revista "Melody Maker"), dar au fost și unele mai negative ("prea lipsit de varietate ca să fie interesant"- revista "New Musical Express"). La radio n-a fost difuzat aproape deloc, cu excepția programului lui John Peel care ocazional difuza melodii de pe album la BBC. Când a văzut albumul gata, Drake a fost decepționat că ordinea cântecelor era tipărită greșit pe coperta discului, și erau tipărite și unele versuri care nu mai fuseseră cântate în înregistrările finale.

## Bryter Layter

Coperta albumului "Bryter Layter"

Drake a renunțat la studii cu 9 luni înainte de a absolvi facultatea, și în toamna anului 1969 s-a mutat la Londra pentru a se concentra de muzică. La început a locuit pe la prieteni și la sora sa în Kensington, dar mai târziu John Boyd l-a ajutat să-și închirieze un apartament propriu, în Camden.
În luna august, Drake a înregistrat trei cântece pentru emisiunea lui John Peel la BBC, a deschis concertul formației "Fairport Convention" și a mai avut apariții pe scenele unor cluburi folk din Birmingham și Hull. Concertele sale nu au fost prea bine primite de public, datorită faptului că nu vorbea deloc între cântece și folosea mult timp să își reacordeze chitara, deoarece cânta în diferite acordări.
"Bryter Layter" are un ton ceva mai optimist decât "Five Leaves Left". jazzier La fel ca și pe albumul precedent, pe "Bryter Layter" este ajutat de unii membri formației Fairport Convention, dar și de John Cale (pe care Nick Drake îl respecta foarte mult) pe două cântece: "Northern Sky" și "Fly". Cu toate că așteptările erau mari, nici acest album nu a avut succes comercial deosebit, vânzându-se în ca. 3000 de exemplare. Recenziile au fost din nou mixte, de la "chitarist bun, cu ritm perfect, acompaniat de orchestrații liniștite, frumoase" (revista "Record Mirror") la "o amestecătură jenantă de folk și cocktail jazz" (revista "Melody Maker").
John Boyd, care îi fusese figură de mentor în această perioadă, s-a hotărât să vândă firma "Witchseason" casei de discuri Island Records, și s-a mutat la Los Angeles, ca să lucreze cu muzică de film. Acest lucru l-a afectat tare pe Drake din punct de vedere psihologic, făcându-l și mai deprimat, acum simțindu-se singur la Londra. În 1971, la insistențele familiei, se duce la psihiatru, unde i se prescriu medicamente antidepresive, fapt de care îi era jenă, și pe care încerca să îl ascundă de prieteni.

## Pink Moon

Coperta albumului "Pink Moon"

Island Records ar fi dorit ca Drake să fie mai activ în promovarea albumului "Bryter Layter", dar Drake, care la această oră fuma cantități enorme de hașiș și dădea semne că suferă de psihoză, refuza mereu.
Cu toate că Island Records nu mai dorea un al treilea album, Drake l-a contactat pe Wood în octombrie 1971, rugându-l să-l ajute la înregistrările unui nou album. Înregistrările au avut loc în doar două nopți, doar Drake și Wood luând parte. Melodiile albumului "Pink Moon" sunt sumbre, cele 11 melodii durând doar 28 de minute. Cu excepția melodiei care dă titlu albumului, unde poate fi auzit și sunetul unui pian, Drake pare să fi fost neacompaniat pe restul albumului.
Nici acest album n-a avut vreun succes comercial, vânzându-se în chiar mai puține exemplare decât cele două albume precedente. La fel ca și înainte, Drake a refuzat să participe la promovarea albumului, dar la insistențele lui Boyd, vechiul său prieten, a acceptat să dea un interviu revistei "Sounds Magazine" în martie 1971. Este singurul interviu publicat al lui Nick Drake, iar Jerry Gilbert, cel care i-a luat interviul, a spus ulterior că Drake a trebuit să fie tras de limbă ca să spună câte ceva, și nu s-a uitat niciodată direct în ochii lui.
Deziluzionat, și convins că nu va mai putea compune din nou, Drake s-a decis să se retragă din viața muzicală. A considerat, mai în glumă, mai în serios, să-și găsească un alt rost în viață, luând în calcul până și o carieră militară.

## Ultimii ani
În lunile de după lansarea albumului "Pink Moon", Nick Drake a devenit tot mai asocial și distant față de cei din jur. S-a întors să locuiască la casa părinților din Far Leys, unde a dus o viață austeră, singura sursă de venit pe care o avea fiind 20 de lire sterline pe săptămână pe care le primea de la Island Records. Au fost situații, se pare, când nu și-a putut cumpăra pantofi noi. "Își vizita uneori prietenii neanunțat, stătea câteva zile, fără să spună mare lucru, asculta muzică, fuma, bea alcool, și apoi dispărea fără să-și ia la revedere. După vreo trei luni, venea din nou."
În perioadele de depresie accentuată, refuza să-și spele părul sau să-și taie unghiile. La începutul lui 1972, a suferit o criză de nervi și a fost spitalizat timp de 5 săptămâni.
În februarie 1974, Drake l-a contactat din nou pe Wood, informându-l că ar dori să înregistreze un al patrulea album. Boyd, fiind întâmplător în Anglia atunci, a asistat la înregistrări. Din diferite motive, înregistrările au fost întrerupte și au continuat în iulie. Conform autobiografiei lui Boyd, Drake era într-o stare extrem de proastă. Nu mai putea să cânte și să se acompanieze la chitară în același timp. De data asta au fost înregistrate 4 cântece. Totuși, conform mamei lui Drake, faptul că se afla din nou în studioul de înregistrări îi ridicase moralul, deoarece timp de câțiva ani nu mai avusese niciun fel de lucru plăcut sau fericit în viață.

## Moartea
În toamna anului 1974, i-a fost sistată bursa săptămânală de la Island Record, și Drake s-a retras tot mai mult, rămânând în contact cu doar câțiva prieteni apropiați. A încercat să țină legătura cu Sophia Ryde, pe care o cunoscuse în 1968 la Londra, și pentru care avea o afecțiune specială.
În noaptea de 24 spre 25 noiembrie 1974, Drake a murit în casa părinților din cauza unei supradoze de amitriptilină (un antidepresiv triciclic). A fost găsit de mama sa, care se dusese să-l trezească deoarece nu se sculase cu toate că era deja amiază. Nu a fost găsit vreun bilet de adio, ci doar o scrisoare adresată Sophiei Ryde, scrisoare care se afla în apropierea patului său.
Oficial, moartea lui a fost clasificată drept suicid, dar unii membrii de familie cred că a fost vorba de o supradoză accidentală.
Este înmormântat în cimitirul Bisericii St. Mary's din Tanworth-in-Arden.

## Popularitatea postumă
În 1979, Rob Partridge, care era un fan al muzicii lui Drake, a fost angajat de Island Records în funcția de manager responsabil cu relațiile cu presa. A propus lansarea unei compilații numite "Fruit Tree", cele trei albume plus cele 4 melodii înregistrate în 1974. Proiectul a fost realizat, cu o biografie extensivă scrisă de jurnalistul american Arthur Lubow, dar totuși n-a atras prea multă atenție din partea publicului sau a criticilor.
Pe la mijlocul anilor 1980, artiști precum Peter Buck de la R.E.M., Robert Smith de la The Cure l-au citat pe Nick Drake ca influență muzicală. Smith a declarat că însăși numele formației "The Cure" este inspirat din versurile unei melodii a lui Drake, anume "Time Has Told Me": "... a troubled cure for a troubled mind".
În 1985, The Dream Academy au lansat melodia "Life in a Northern Town" cu o dedicație pentru Nick Drake pe coperta albumului.
În 1999, ziarul britanic "The Guardian" i-a plasat albumul "Bryter Layter" pe locul 1 în clasamentul "Cele mai bune 100 de albume alternative scoase vreodată".
În 2000, Volkswagen a folosit melodia "Pink Moon" într-o reclamă TV în SUA, ceea ce a dus la creșterea vânzărilor albumelor lui, și la o clasare pe locul 5 al acestei melodii pe lista de vânzări Amazon.com

## Discografie
- Five Leaves Left (1969)
- Bryter Layter (1970)
- Pink Moon (1972)